# Syneora mundifera
Syneora mundifera är en fjärilsart som beskrevs av Walker 1860. Syneora mundifera ingår i släktet Syneora och familjen mätare. Inga underarter finns listade i Catalogue of Life.